# Суворова Наталія Олександрівна
Графиня Наталія Олександрівна Зубова (уроджена Суворова, нар. 1 серпня 1775 — пом. 30 березня 1844, Москва, Російська імперія) — єдина дочка фельдмаршала Олександра Суворова, який ласкаво називав її «Суворочкою». Була одружена з Миколою Зубовим, братом останнього фаворита Катерини II.

## Життєпис
Наталія Суворова народилася 1775 року в родині Олександра Суворова і його дружини Варвари, уродженої княжни Прозоровської. Через конфлікт між батьками Суворочка, так прозвав її батько, недовго жила в рідній сім'ї. У 1779 році Катерина ІІ на прохання Суворова передала Наталю на виховання до Смольного інституту.
Там вона навчалася нарівні з іншими дівчатами впродовж дванадцяти років. Не відрізнялася особливими здібностями, але здобула репутацію «доброї, порядної маленької особи». Роз'їзне життя батька не дозволяло йому бачитися з донькою, але він багато писав їй у проміжках між боями. Збереглися листи, незважаючи на їх жартівливу форму («в боці гарматна картеч, у лівій руці від
кулі дірочка, так піді мною коні мордочку відстрелили…»), сповнені глибокого ніжного почуття батька до дочки:
Суворочка, душа моя, здравствуй… У нас стрепеты поют, зайчики летят, скворцы прыгают на воздухе по возрастам; я одного поймал из гнезда, кормил изо рта, а он ушел домой. Поспели в лесу грецкие да волоцкие орехи. Пиши ко мне изредка. Хоть мне недосуг, да я буду твои письма читать. Моли Бога, чтобы мы с тобой увидались. Я пишу к тебе орлиным пером; у меня один живет, ест из рук. Помнишь, после того я уже не разу не танцовал. Прыгаем на коньках, играем такими большими кеглями железными, насилу поднимаешь, да свинцовым горохом; как в глаз попадет, так и лоб прошибет. Прислал бы тебе полевых цветов, очень хороши, да дорогой бы высохли. Прости, голубушка сестрица. Христос-Спаситель с тобой.
5 березня 1791 року Катерина II пожалувала графиню Суворову-Римнікську за заслуги її батька у фрейліни. Однак після приїзду до Санкт-Петербурга Суворов забрав доньку з палацу і оселив у Дмитра Хвостова, який був одружений з його племінницею, княжною Аграфеною Іванівною Горчаковою. Імператриця хоча і була цим незадоволена, але подарувала їй свій вензель в 1792 році.

### Шлюб
Слава Суворова зробила його доньку об'єктом уваги з боку численних женихів. В її долі брала участь сама імператриця. Спочатку Суворов хотів віддати дочку за свого офіцера Золотухіна, але той загинув під Ізмаїлом. Одним з наречених був князь Дмитро Салтиков (1767—1826), син генерал-фельдмаршала князя Миколи Салтикова, який хотів через шлюб сина залучити Суворова на свою сторону, щоб послабити вплив при дворі Потьомкіна. Але інтрига не вдалася, і Салтиков відклав заручини сина на два роки.

Наступним кандидатом в женихи був князь Сергій Долгоруков але дізнавшись, що Долгоруков був родичем Салтикових, Суворов відмовився від цієї думки. Він вибрав для доньки в чоловіки графа Філіпа Ельмпта, сина свого товариша по службі, генерал-аншефа Івана фон Ельмпта. Але він не подобався Наталії Олександрівні, не подобався він і родичам, причина була в його лютеранському віросповіданні. Суворов наполягав на своєму. Збереглася переписка у віршах між генералісимусом і його дочкою з цього приводу:
Уведомляю сим тебя, моя Наташа,

Костюшка злой в руках, взяла вот так-то наша!

Я ж весел и здоров, но лишь немного лих,

Тобою, что презрен мной избранный жених.

Когда любовь твоя велика есть к отцу,

Послушай старика, дай руку молодцу,

Но, впрочем, никаких не слушай, друг мой, вздоров.

Отец твой Александр, граф Рымникский-Суворов.
На що донька відповідала також віршами:
Для дочери отец на свете всех святей,

Для сердца же её любезней и милей;

Дать руку для отца, жить с мужем по неволе,

И Графска дочь ни что, её крестьянка боле.

Что может в старости отцу утехой быть:

Печальный вздох детей? Иль им в веселье жить?

Все в свете пустяки: богатство, честь и слава,

Где нет согласия, там смертная отрава.

Где ж царствует любовь, там тысяча отрад,

И нищий мнит в любви, что он как Крез богат.
Але на шлюб фрейліни необхідна була найвища згода, а імператриця його не дала. Бажаючи підняти Зубових і зміцнити їх положення, вона запропонувала в чоловіки свого кандидата графа Миколу Зубова, старшого брата фаворита. Зубов посватався до Суворової і отримав згоду. Справа пішла швидко, в лютому 1795 року в Таврійському палаці відбулося урочисті заручини, а 29 квітня весілля.
Шлюб виявився невдалим. Наталія Олександрівна була лагідною, люблячою дружиною, але її чоловік по натурі був грубий, серед його пристрастей були полювання і пияцтво, і він не ладив з тестем. Коли в 1797 році у пари народився старший син, названий по обом дідам Олександром, Суворов писав доньці:
Ви мене потішили тим… Наташа, привези графа Олександра Миколайовича до мене в гості, а він нехай про те попросить свого батюшку, твого чоловіка.
У лютому 1797 року батько Наталії — великий полководець граф Олександр Васильович Суворов був звільнений зі служби і позбавлений всіх військових звань і мундира, а в квітні засланий до власного маєтку Кончанське під суворий нагляд місцевого городничого. У липні того ж року він поскаржився через свого наглядача імператору на те, що через старість будинку він серйозно побоюється за своє здоров'я з настанням осінніх і зимових холодів. Тому граф хотів би по-родинному переселитися до Ольги Олександрівні Жеребцової в Рівне-Новоблагодатне, що розташовувалось лише за 48 км (45 верст) від Кончанського. Дізнавшись про цей намір, імператор переїзд Суворову дозволив, однак той чомусь так і залишився зимувати в Кончанському.
Тим часом за рішенням імператора Павла I було дано хід багатьом позовним справам проти графа Суворова, що накопичилися в попереднє царювання і лежали без руху як від цивільних осіб, так і щодо військових фінансів, на загальну суму в кілька сотень тисяч рублів. Крім того, у Суворова були грошові зобов'язання у сумі кількох десятків тисяч рублів перед знайомими і родичами. При цьому фінанси Суворова перебували у вкрай занедбаному стані через багаторічні крадіжки керуючих — сукупний дохід становив трохи більше 40 000 рублів в рік і продовжував неухильно падати. Перебуваючи безвиїзно під суворим наглядом у Кончанському, поправити свої справи опальний полководець не міг, що поставило його до кінця 1798 року на межу розорення.
Чоловік, шталмейстер генерал-поручик граф Микола Зубов, зять Суворова, ще залишався при дворі. Він заслужив прихильність імператора тим, що ще 5 листопада 1796 року, коли Катерина II знаходилася при смерті, першим з царедворців привіз до Гатчинського палацу сумну звістку. Але і йому в листопаді 1797 року було негласно «рекомендовано» переїхати до Москви, що він і виконав з усією поспішністю. Крім того, в немилість потрапив правитель Катеринославського і Вознесенського намісництв, а також Таврійської області, генерал-поручник Осип Іванович Хорват, одружений з Анною Олександрівною, старшою сестрою Жеребцової. 15 грудня 1796 року він був відставлений з усіх посад і викликаний до Санкт-Петербурга. Там він був відданий під суд Сенату за різні порушення. У числі іншого, йому приписували махінації з хлібом.
У 1798 році імператор Павло I затвердив заповіт Суворова, за яким всі маєтки, діаманти і гроші батько залишав улюбленій доньці. У 1800 році помер її батько, а в 1801 році її чоловік брав найактивнішу участь у змові з метою вбивства імператора Павла I. Це все змінило життя Наталії Олександрівни. Вона переїхала до Москви і деякий час жила окремо від чоловіка.
В серпні 1805 року граф Микола Зубов помер. Після його смерті Наталія Олександрівна отримала величезний спадок у Петербурзькій, Московській, Володимирській, Казанській, Симбірській та Оренбурзькій губерніях з майже 10 тисяч кріпаків.

### Вдівство

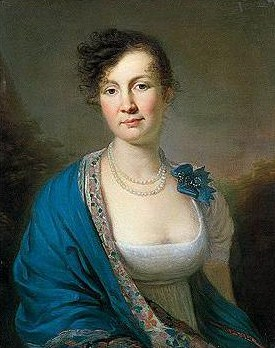
Портрет роботи Олександра Молінарі (1810-і рр..)

Ставши удовою в тридцять років, Наталія Олександрівна присвятила себе вихованню шістьох дітей. Вона жила скромно в Москві у власному будинку на Тверській вулиці, не беручи участь у світському житті. Дітей виховувала в простоті й благочесті, сини в 1810-х роках були зараховані до пажеського корпусу, а доньки залишилися при матері. Взимку москвичі могли бачити, як три доньки графині Зубової самі розгрібали у себе у дворі лопатами сніг.
За легендою, коли в 1812 році французька армія підійшла до Москви, обтяжена дітьми Наталія Олександрівна не встигла виїхати. І обоз, і вона сама були затримані французами, які, дізнавшись, що перед ними дочка великого Суворова, пропустили її з дітьми через фронт, віддавши військові почесті. У 1831 році імператор Микола I подарував Наталії Олександрівні орден Святої Катерини меншого хреста.
Померла вона в березні 1844 року — на чотири десятиліття переживши свого чоловіка. На її похорон зібралася вся Москва. Відспівував її митрополит Філарет. Поховали Наталію Олександрівну в родинній усипальниці Зубових в Сергієвій пустині під Петербургом.

### Діти
В шлюбі мала семеро дітей:
- Олександр Миколайович (5.03.1797—20.11.1875), в 1814 році закінчив з відзнакою Пажеський корпус, корнет в Кавалергардском полку, полковник, дійсний статський радник. Був одружений з 1821 року на княжні Наталії Павлівні Щербатовій (1801—1868), доньці князя Павла Щербатова. Подружжя Зубових було знайоме з Олександром Пушкіним. Їх онук засновник Гатчинського музею граф Валентин Платонович Зубов (1884—1969), багато писав про правління Павла.
- Платон Миколайович (10.08.1798—16.03.1855), закінчив з відзнакою Пажеський корпус, з 1816 року корнет, поручик; в чині ротмістра вийшов у відставку, служив у Міністерстві фінансів. Володіючи гарним статком, живучи в Москві та Петербурзі, займався колекціонуванням предметів мистецтва. Нагороджений королем Франції в 1815 році орденом Лілії. Помер неодруженим.
- Надія Миколаївна (22.10.1799—10.11.1800)
- Віра Миколаївна (31.12.1800—27.02.1863), була одружена з генерал-лейтенантом Володимиром Петровичем Мезенцевим (1781—1833).
- Любов Миколаївна (1802-22.11.1894), з червня 1823 року одружена з генерал-майором Іваном Сергійовичем Леонтьєвим (1782—1824), мала єдиного сина Михайла (1824—1885). Більшу частину життя провів в родовому маєтку Вороніно, Ярославської губернії. Після смерті сина жила в московському Новодівичому монастирі.
- Ольга Миколаївна (05.05.1803—03.07.1882), з 1824 року одружена з Олександром Степановичем Тализіним (1795—1858), хрещеник Суворова, учасник кампанії 1812—1813 років; ротмістр, полковник, камергер. В шлюбі мали п'ять дочок і чотирьох синів. Ольга Миколаївна протягом 14 років обиралась головуючою Дамського товариства піклування про бідних в Москві. Після відкриття Московського Маріїнського інституту, вона все життя була його попечителькою. Її справу потім продовжила донька Марія (1834—1904), дружина обер-гофмейстера Бориса Нейдгардта, їх донька Ольга Борисівна (1859—1944) була одружена з прем'єр-міністром Петром Столипіним.
- Валеріан Миколайович (27.08.1804—18.11.1857), у 1810 році був зарахований до Пажеського корпусу, де навчався у 1817—1823 роках. Служив на військовій та дипломатичній службі в колегії іноземних справ. З червня 1831 року був одружений з фрейліною, княжною Катериною Олександрівною Оболенською (1811—1843), онукою Юрія Нелединского-Мелецького. Проживав у Москві і Петербурзі. Успадкувавши від матері маєток Фетиніно, в 1857 році він заповів його сестрі Л. Н. Леонтьєвій. Спадкоємців не залишив[11][3].

Діти
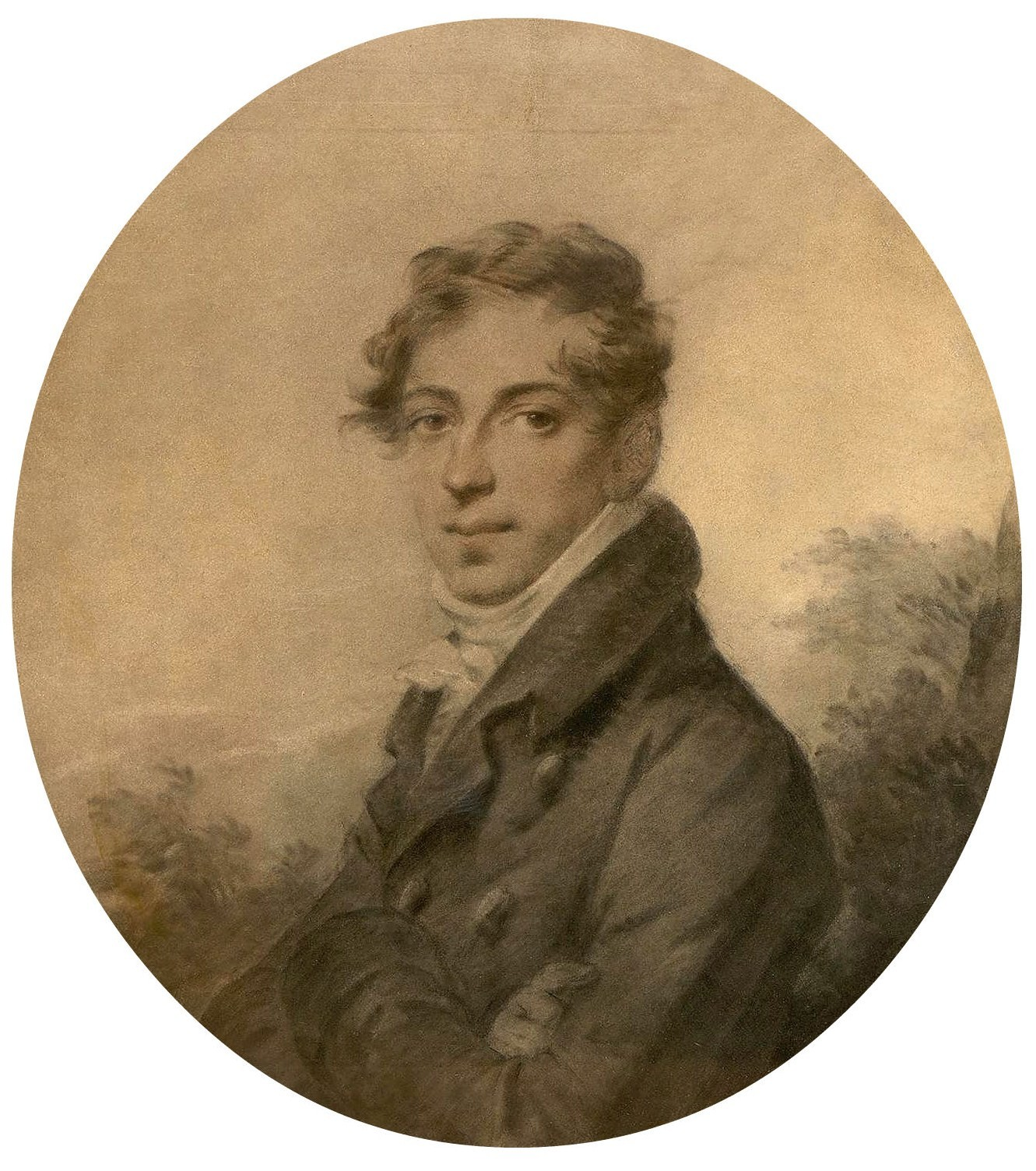
Олександр Миколайович, син
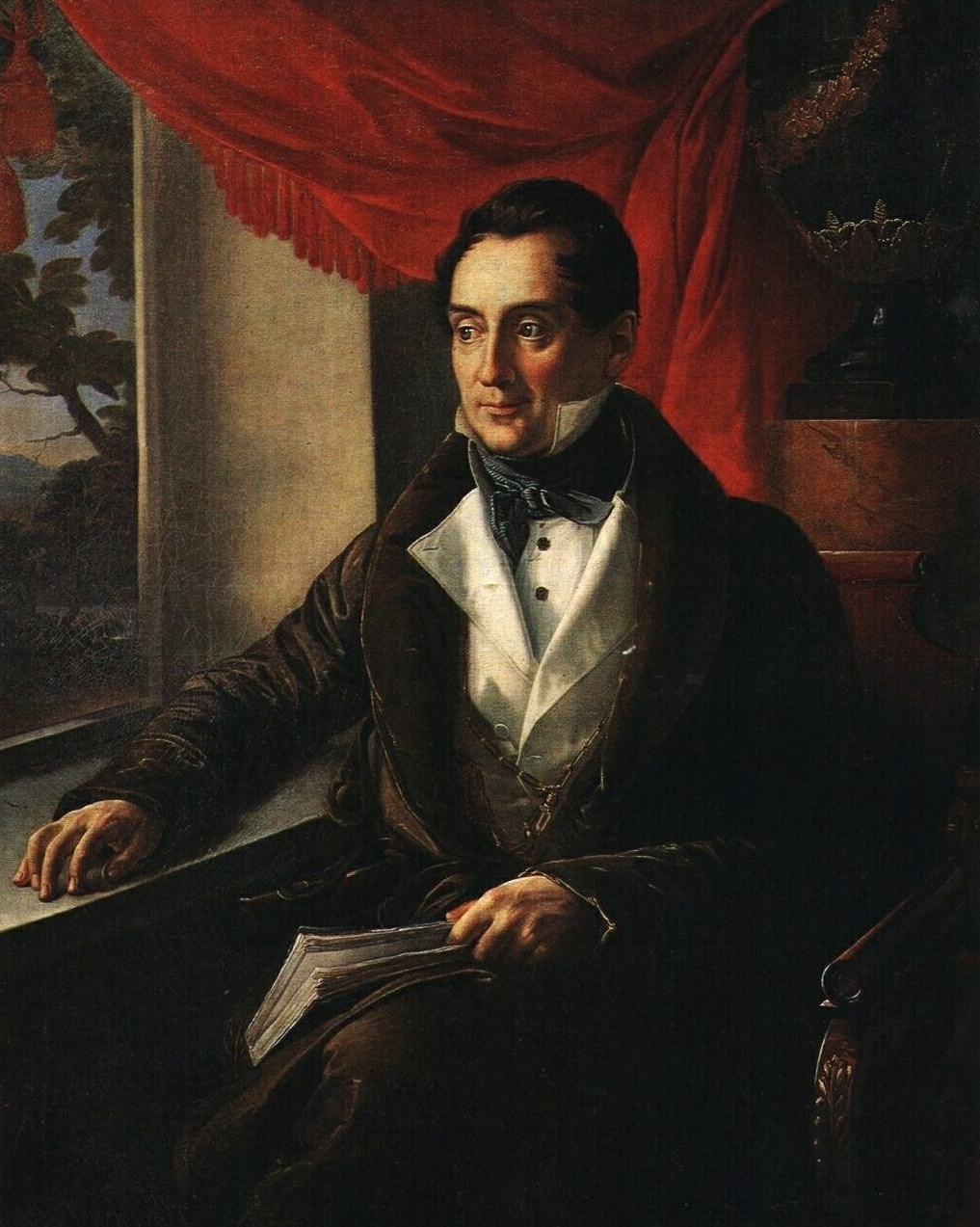
Платон Миколайович, син
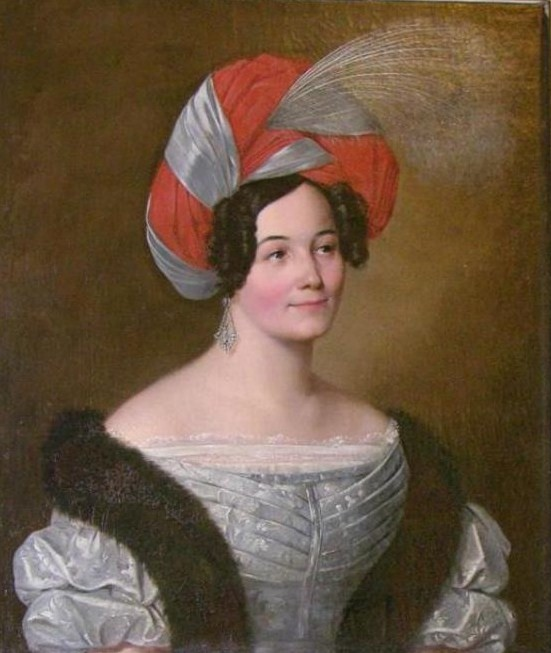
Любов Миколаївна, донька
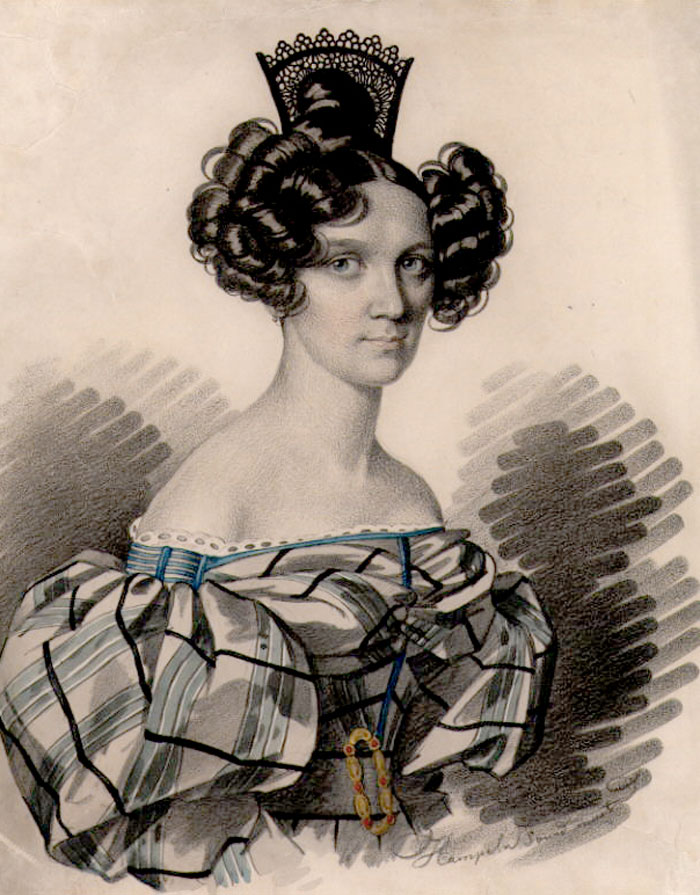
Ольга Миколаївна, дочка
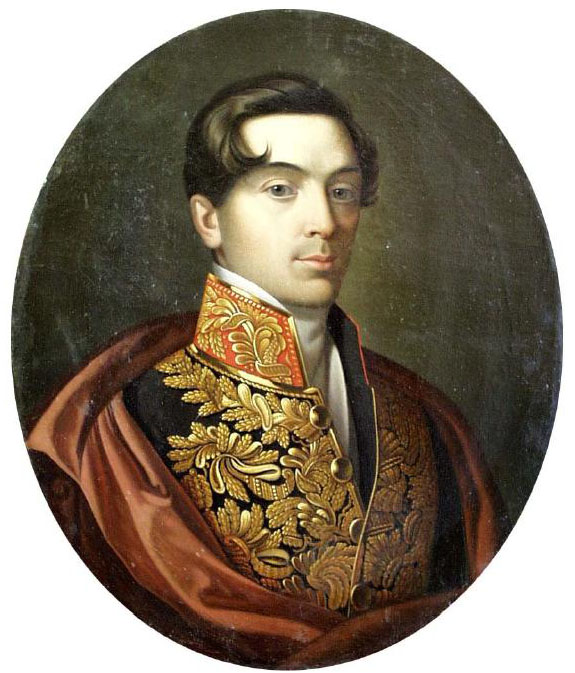
Валеріан Миколайович, син